# Homolobus indicus
Homolobus indicus är en stekelart som beskrevs av S. Ahmad och Shuja-uddin 2001. Homolobus indicus ingår i släktet Homolobus och familjen bracksteklar. Inga underarter finns listade i Catalogue of Life.